# Polyscias rivalsii
Polyscias rivalsii là một loài thực vật có hoa trong Họ Cuồng cuồng. Loài này được Bernardi miêu tả khoa học đầu tiên năm 1974.